# John Tooby
John Tooby (Saint Paul, Minnesota, 26 de julio de 1952-9 de noviembre de 2023) fue un antropólogo estadounidense que, junto a su esposa, la psicóloga Leda Cosmides, ayudó a impulsar el campo de la psicología evolucionista.

## Biografía
Tooby recibió su Ph.D. en antropología biológica de la Universidad de Harvard en 1989, siendo hoy en día catedrático de antropología en la Universidad de California en Santa Bárbara.
En 1992, junto con Leda Cosmides y Jerome Barkow, Tooby redactó "La mente adaptada: psicología evolucionista y la génesis de la cultura" (en inglés, The Adapted Mind: Evolutionary Psychology and the Generation of Culture). Tooby y Cosmides también cofundaron y colideran el Centro de Psicología Evolucionista.
Tooby trabajó en un libro sobre la evolución de la reproducción sexual y los sistemas genéticos.

## Publicaciones

### Libros
- Barkow, J., Cosmides, L. & Tooby, J., (Eds.) (1992). The adapted mind: Evolutionary psychology and the generation of culture. New York: Oxford University Press.
- Tooby, J. & Cosmides, L. (in press). Evolutionary psychology: Foundational papers. Cambridge, MA: MIT Press.
- Cosmides, L. & Tooby, J. (in press). Universal Minds: Explaining the new science of evolutionary psychology(Darwinism Today Series). London: Weidenfeld & Nicolson.

### Papers
- Cosmides, L. & Tooby, J. (1981). Cytoplasmic inheritance and intragenomic conflict. Journal of Theoretical Biology, 89, 83-129.
- Cosmides, L. & Tooby, J. (1987). From evolution to behavior: Evolutionary psychology as the missing link. In J. Dupre (Ed.), The latest on the best: Essays on evolution and optimality. Cambridge, MA: The MIT Press.
- Tooby, J. & Cosmides, L. (1990). The past explains the present: Emotional adaptations and the structure of ancestral environments. Ethology and Sociobiology, 11, 375-424.
- Cosmides, L. & Tooby, J. (1992) Cognitive adaptations for social exchange. In J. Barkow, L. Cosmides, & J. Tooby (Eds.), The adapted mind: Evolutionary psychology and the generation of culture. New York: Oxford University Press.
- Cosmides, L. & Tooby, J. (1994). Beyond intuition and instinct blindness: Toward an evolutionarily rigorous cognitive science. Cognition, 50(1-3), 41-77.
- Cosmides, L. & Tooby, J. (2003). Evolutionary psychology: Theoretical Foundations. In Encyclopedia of Cognitive Science. London: Macmillan.
- Tooby, J. & Cosmides, L. (2005). Evolutionary psychology: Conceptual foundations. In D. M. Buss (Ed.), Evolutionary Psychology Handbook. New York: Wiley.
- Cosmides, Leda; Tooby, John (2008). «Evolution Psychology».  En Ronald Hamowy Ronald Hamowy, ed. The Encyclopedia of Libertarianism. Thousand Oaks, CA: SAGE; Cato Institute. pp. 158-61. ISBN 978-1412965804. LCCN 2008009151. OCLC 750831024.